# Sergio Rigoni
Sergio Rigoni, né le 27 avril 1986 à Asiago, est un fondeur italien.

## Biographie
Membre du club G.S. Fiamme Oro, il prend part à des compétitions de la FIS à partir de 2003 et à ses seuls championnats du monde junior en 2006 à Kranj.
En février 2009, alors qu'il vient de signer plusieurs top dix dans la Coupe OPA, il découvre la Coupe du monde avec une participation au sprint de Valdidentro. Pendant de multiples années, Rigoni est essentiellement utilisé dans ce circuit secondaire de la Coupe OPA,  avec quelques participations dans la Coupe  monde. En 2017, à la faveur d'une victoire en sprint et de deux podiums en distance à Zwiesel dans la Coupe OPA, il décroche son ticket pour les Championnats du monde à Lahti, ses premiers mondiaux, se classant 43e sur le skiathlon et 45e sur le cinquante kilomètres libre.
Aux Jeux olympiques d'hiver de 2018, à Pyeongchang, il dispute son premier championnat majeur et y termine 45e du skiathlon et 68e du quinze kilomètres libre. Satisfait d'avoir accompli son rêve olympique et devenu père, il annonce la fin de sa carrière sportive à l'issue de cette saison.

## Palmarès

### Jeux olympiques d'hiver
| Épreuve / Édition   | Sprint                           | Sprint    | 15 km | 15 km                            | Skiathlon 2 × 15 km | 50 km | Relais | Relais    |
| Épreuve / Édition   | libre                            | classique | libre | classique                        | Skiathlon 2 × 15 km | 50 km | Sprint | 4 × 10 km |
| JO 2018 Pyeongchang | Épreuve inexistante à cette date | -         | 68e   | Épreuve inexistante à cette date | 45e                 | -     | -      | —         |

Légende :
- : pas d'épreuve
- — : Non disputée par Rigoni

### Championnats du monde
| Épreuve / Édition   | Sprint | Sprint                           | 15 km                            | 15 km     | Skiathlon 2 × 15 km | 50 km | Relais | Relais    |
| Épreuve / Édition   | libre  | classique                        | libre                            | classique | Skiathlon 2 × 15 km | 50 km | Sprint | 4 × 10 km |
| Mondiaux 2017 Lahti | -      | Épreuve inexistante à cette date | Épreuve inexistante à cette date | -         | 43e                 | 45e   | -      | -         |

Légende :
- : pas d'épreuve
- — : Non disputée par Rigoni

### Coupe OPA
- 2e du classement général en 2017.
- 5 podiums, dont 2 victoires.